# Anuropus australis
Anuropus australis är en kräftdjursart som beskrevs av Schultz 1977. Anuropus australis ingår i släktet Anuropus och familjen Anuropidae. Inga underarter finns listade i Catalogue of Life.